# 7991 Каґуяхіме
7991 Каґуяхіме (7991 Kaguyahime) — астероїд головного поясу, відкритий 30 жовтня 1981 року.
Тіссеранів параметр щодо Юпітера — 3,179.